# Калама
Калама (исп. Calama) — город в Чили. Административный центр одноимённой коммуны и провинции Эль-Лоа. Население города — 126 135 человек (2002). Город и коммуна входит в состав провинции Эль-Лоа и области Антофагаста.
Территория — 15596,9 км². Численность населения — 165 731 жителя (2017). Плотность населения — 10,6 чел./км².

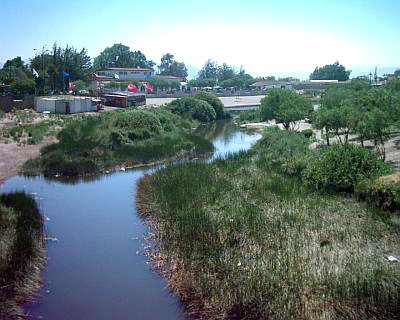
Река Лоа в Каламе

## Расположение
Город расположен в 200 км на северо-восток от административного центра области города Антофагаста. Находится на высоте более 2200 м над уровнем моря и имеет холодный сухой климат. Город расположен на реке Лоа, в пустыне Атакама. Примечательно, что последний дождь с грозой в Каламе прошёл в апреле 1972 года, до этого последний раз дождь посещал эти места 400 лет назад.
Коммуна граничит:
- на севере — коммуны Посо-Альмонте, Пика
- на северо-востоке — коммуна Ольягуэ
- на востоке -департамент Оруро (Боливия)
- на юго-востоке — коммуна Сан-Педро-де-Атакама
- на юго-западе — коммуна Сьерра-Горда
- на западе — коммуна Мария-Элена

## Демография
Согласно сведениям, собранным в ходе переписи 2017 г  Национальным институтом статистики (INE),  население коммуны составляет:
| Полное население                          | Полное население                          | Полное население                          | Полное население                          | Полное население                          | 165 731 |
| ----------------------------------------- | ----------------------------------------- | ----------------------------------------- | ----------------------------------------- | ----------------------------------------- | ------- |
| в том числе:                              | Городское население                       | 158 487                                   | Процент городского населения, %           | 95,63                                     |         |
|                                           | Сельское население                        | 7 244                                     | Процент сельского населения, %            | 4,37                                      |         |
|                                           | Мужское население                         | 86 049                                    | Процент мужского населения, %             | 51,92                                     |         |
|                                           | Женское население                         | 79 682                                    | Процент женского населения, %             | 48,08                                     |         |
| Плотность населения, чел/км²              | Плотность населения, чел/км²              | Плотность населения, чел/км²              | Плотность населения, чел/км²              | Плотность населения, чел/км²              | 10,6    |
| Население коммуны в % к населению области | Население коммуны в % к населению области | Население коммуны в % к населению области | Население коммуны в % к населению области | Население коммуны в % к населению области | 27,28   |

| Динамика изменения населения коммуны | Динамика изменения населения коммуны | Динамика изменения населения коммуны | Динамика изменения населения коммуны |
| ------------------------------------ | ------------------------------------ | ------------------------------------ | ------------------------------------ |
| 1992                                 | 2002                                 | 2012                                 | 2017                                 |
| 121807                               | 138402▲                              | 138722▲                              | 165731▲                              |

## Достопримечательности

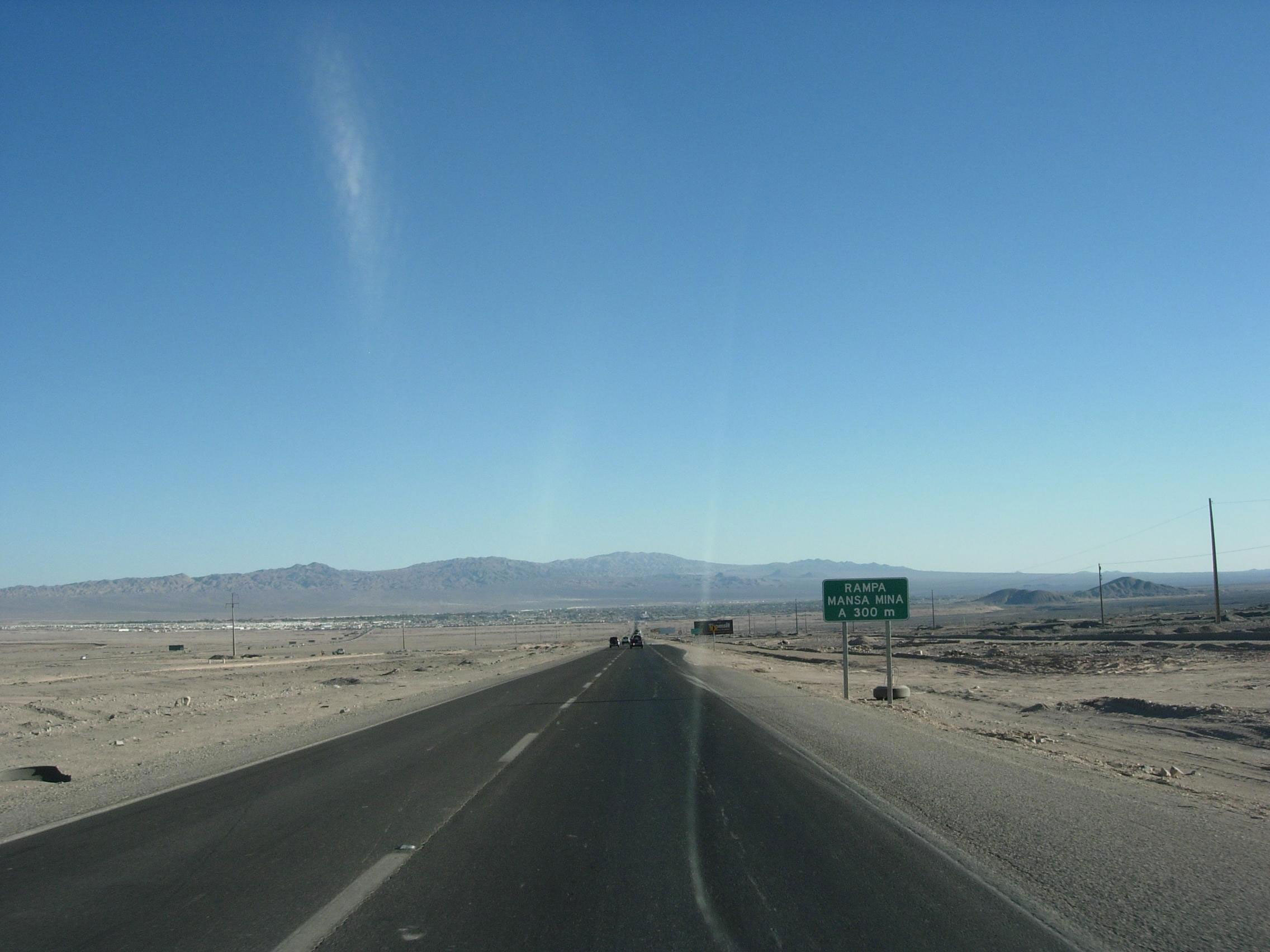
Шоссе близ Калама

## Важнейшие населенные пункты[4]
| №  | Название                | Название (исп.)           | Статус            | Население чел. (2017) | На карте                        |
| -- | ----------------------- | ------------------------- | ----------------- | --------------------- | ------------------------------- |
| 1  | Калама                  | Calama                    | город             | 157575                | 22°27′22″ ю. ш. 68°55′44″ з. д. |
| 2  | Чукикамата              | Chuquicamata              | город             | 3706                  | 22°19′06″ ю. ш. 68°55′46″ з. д. |
| 3  | Фаэна-Коделько          | Faena Codelco             | шахта             | 549                   | 22°20′50″ ю. ш. 68°53′19″ з. д. |
| 4  | Сан-Франсиско-де-Чиучиу | San Francisco de Chiuchiu | индейская деревня | 529                   | 22°20′32″ ю. ш. 68°39′00″ з. д. |
| 5  | Ликан-Антай             | Lickan Antay              | индейская деревня | 456                   |                                 |
| 6  | Кетена                  | Quetena                   | деревня           | 220                   | 22°27′55″ ю. ш. 68°58′18″ з. д. |
| 7  | Нуэво-Амансер           | Nuevo Amanecer            | деревня           | 173                   | 22°27′38″ ю. ш. 68°57′50″ з. д. |
| 8  | Кебрада-Сека            | Quebrada Seca             | деревня           | 151                   | 22°25′58″ ю. ш. 68°56′28″ з. д. |
| 9  | Чунчури-Бахо            | Chunchuri Bajo            | деревня           | 122                   | 22°29′20″ ю. ш. 68°57′42″ з. д. |
| 10 | Каспана                 | Caspana                   | деревня           | 119                   | 22°20′00″ ю. ш. 68°12′51″ з. д. |
| 11 | Каскада                 | Cascada                   | деревня           | 110                   | 22°29′51″ ю. ш. 68°58′18″ з. д. |
| 12 | Ласана                  | Lasana                    | индейская деревня | 108                   | 22°16′07″ ю. ш. 68°37′46″ з. д. |

## История
Основан в начале XX века как центр добычи меди. Город развивался параллельно с городом Чукикамата, расположенным севернее.
Крупным событием эры Пиночета стало ограбление в Каламе 9 марта 1981.

## Экономика
Через город проходит узкоколейная «Железная дорога из Антофагасты в Боливию». Она соединяет Каламу на юго-западе с Антофагастой, а на северо-востоке пересекает Анды, плато Альтиплано и доходит до боливийского Оруро, где расположен пересадочный терминал на линию нормальной колеи, ведущую в столицу Боливии — Ла-Пас. От главной линии за городом есть ответвление, ведущее в Чукикамату. Движение на дороге в основном грузовое, но раз в неделю к товарному поезду прицепляют пассажирский вагон.

## Спорт
Местный футбольный клуб «Кобрелоа» — один из сильнейших в Чили, доходил до финала Кубка Либертадорес.